# Distrito electoral de East Valley (condado de Red Willow, Nebraska)
East Valley (en inglés: East Valley Precinct) es un distrito electoral ubicado en el condado de Red Willow en el estado estadounidense de Nebraska. En el Censo de 2010 tenía una población de 235 habitantes y una densidad poblacional de 2,52 personas por km².

## Geografía
East Valley se encuentra ubicado en las coordenadas 40°13′47″N 100°14′29″O / 40.22972, -100.24139. Según la Oficina del Censo de los Estados Unidos, East Valley tiene una superficie total de 93.22 km², de la cual 92.05 km² corresponden a tierra firme y (1.25%) 1.17 km² es agua.

## Demografía
Según el censo de 2010, había 235 personas residiendo en East Valley. La densidad de población era de 2,52 hab./km². De los 235 habitantes, East Valley estaba compuesto por el 98.3% blancos, el 0.85% eran amerindios y el 0.85% eran de otras razas. Del total de la población el 3.4% eran hispanos o latinos de cualquier raza.